# Gil Wielki (jezioro)
Gil Wielki (inne nazwy Jezioro Gilowskie, Duży Gil) – jezioro morenowe w województwie warmińsko-mazurskim, w powiecie ostródzkim, w gminie Miłomłyn. Miejscowości znajdujące się nad tym jeziorem to Ostrów Wielki, Murawki, Gil Wielki.
Nad jeziorem wiele dzikich kąpielisk. Zakaz używania jednostek pływających z silnikami spalinowymi. Na południowym brzegu ośrodek wczasowy. Od wschodu z jeziora wypływa rzeka Iłga, przez rezerwat przyrody Jezioro Iłgi płynie do Jeziora Drwęckiego. Prowadzi tędy szlak kajakowy. 
Istnieje połączenie z Jeziorem Gil Mały. Klasa czystości II (2001).